# Американская академия религии
Американская академия религии (англ. American Academy of Religion, AAR) — некоммерческая ассоциация в США, выступающая в качестве профессионального и научного общества для учёных, занимающихся академическим изучением религии. Крупнейшая и старейшая в мире ассоциация учёных-религиоведов. Насчитывает около 10 000 членов по всему миру, при этом наибольшая концентрация приходится на США и Канаду. Членами академии являются профессора университетов и колледжей, независимые ученые, учителя средних школ, духовенство, семинаристы, студенты и заинтересованные миряне.

## История
Основана в 1909 году как Ассоциация библейских преподавателей в американских колледжах и средних школах. Название было изменено на Национальную ассоциацию библейских преподавателей (NАBI) в 1933 году. В 1963 году организация получила название — Американская академия религии. За свою долгую историю академия расширила сферу своей деятельности, чтобы отразить современные ценности своих членов, такие как ответ на феминистские исследования и женщин в религии, повышенное внимание к религиям помимо христианства, различие между теологией и / или религиозным размышлением в рамках академического изучения религии. Президентами академии в своё время были такие известные учёные, как Джудит Пласкоу, Марк Юргенсмейер, Венди Донигер, Эмили Таунс, Питер Дж. Пэрис, Ребекка Чопп, Элизабет А. Кларк и Энн Тэйвс.

## Издательская деятельность
Американская академия религии с издательством Оксфордского университета издаёт Журнал Американской академии религии.
Новости религиоведения — ежеквартальная газета организации, в 2010 году она перешла от печатной версии к интернет-версии. Академия публиковала онлайн-обзоры книг, издавала книги с издательством Оксфордского университета
Американская академия религии ежегодно присуждает награды религиоведческим книгам.

## Ежегодное собрание
Ежегодно в ноябре Американская академия религии проводит ежегодное собрание. Это собрание является крупнейшим в мире собранием ученых-религиоведов. Только в рамках программы академии религии проводится более 400 мероприятий, включая встречи, приемы и академические занятия. Место встречи меняется каждый год. Ежегодные собрания посещает около половины членов академии. 

## Другие виды деятельности
Американская академия религии предлагает мероприятия на региональном уровне для своих членов. Ресурсы для профессионального развития, такие как исследовательские гранты, карьерные услуги и стипендии, являются одними из преимуществ для участников. Академия религии также выступает за важность критического изучения религии на институциональном и национальном уровнях.

## Президенты
- 1910–1925: Чарльз Фостер Кент[англ.]
- 1926: Ирвинг Фрэнсис Вуд[англ.]
- 1927: Элиза Х. Кендрик
- 1928: Уолтер В. Хэвиленд
- 1929: Ральф К. Хикок
- 1930: Ирвин Р. Бейлер
- 1931: Лаура Х. Уайлд
- 1932: Честер Уоррен Куимби
- 1933: Джеймс Мёйленбург[англ.]
- 1934: Элмер В.К. Молд
- 1935: Флоренс М. Фитч
- 1936: С. Ральф Харлоу
- 1937: Фрэнк Г. Ланкард
- 1938: Мэри Э. Эндрюс
- 1939: Уильям Скотт
- 1940: Харви Бранскомб[англ.]
- 1941: Кэтрин Х. Патон
- 1942–1943: Эдгар Брайтмен
- 1944: Флойд В. Филсон
- 1945: Мэри Эли Лайман[англ.]
- 1946: Дж. Пол Уильямс
- 1947: Роллан Э. Вулф
- 1948: Дуайт М. Бек
- 1949: Вернон Маккасленд[англ.]
- 1950: Вирджиния Корвин
- 1951: Мэри Фрэнсис Телен
- 1952: Чарльз С. Брейден[англ.]
- 1953: Карл Э. Пуринтон
- 1954: У. Гордон Росс
- 1955: Артур С. Викенден
- 1956: А. Рой Эккардт
- 1957: Роберт М. Монтгомери
- 1958: Х. Нил Ричардсон
- 1959: Лорен Брубейкер мл.
- 1960: Лайонел Уистон мл.
- 1961: Роберт В. Смит
- 1962: Фред Д. Гили
- 1963: Клайд А. Холбрук
- 1964: Айра Мартин
- 1965: Джеймс Прайс
- 1966: Уильям Хордерн
- 1967: Джон Прист
- 1968: Дж. Уэсли Робб
- 1969: Джейкоб Нойснер
- 1970: Клод Уэлч[англ.]
- 1971: Джеймс Бертчелл
- 1972: Роберт Майклсон
- 1973: Чарльз Лонг
- 1974: Кристин Даунинг[англ.]
- 1975: Уильям Э. Мэй[англ.]
- 1976: Престон Уильямс
- 1977: Шуберт М. Огден[англ.]
- 1978: Джон Мигер
- 1979: Лэнгдон Гилки[англ.]
- 1980: Уильям Клебш
- 1981: Джилл Райт[англ.]
- 1982: Гордон Д. Кауфман[англ.]
- 1983: Уилфред Кантуэлл Смит
- 1984: Рэй Харт
- 1985: Венди Донигер
- 1986: Натан А. Скотт мл.[англ.]
- 1987: Джон Дилленбергер[англ.]
- 1988: Мартин Э. Марти[англ.]
- 1989: Роберт Уилкен
- 1990: Элизабет А. Кларк
- 1991: Джудит Берлинг
- 1992: Роберт Каммингс Невилл
- 1993: Эдит Вышогрод[англ.]
- 1994: Кэтрин Альбанезе
- 1995: Питер Пэрис
- 1996: Лоуренс Салливан
- 1997: Роберт Детвейлер
- 1998: Джудит Пласкоу
- 1999: Маргарет Р. Майлз
- 2000: Ниниан Смарт
- 2001: Ребекка Чопп
- 2002: Васудха Нараянан[англ.]
- 2003: Роберт Орси[англ.]
- 2004: Джейн Дэммен Маколифф
- 2005: Ханс Дж. Хиллербранд
- 2006: Дайана Л. Экк[англ.]
- 2007: Джеффри Стаут[англ.]
- 2008: Эмили Таунс
- 2009: Марк Юргенсмейер
- 2010: Энн Тейвз
- 2011: Квок Пуй-лан[англ.]
- 2012: Отто Мадуро
- 2013: Джон Эспозито
- 2014: Лори Золот[англ.]
- 2015: Томас Твид
- 2016: Серен Джонс[англ.]
- 2017: Эдди Глод[англ.]
- 2018: Дэвид П. Гуши[англ.]
- 2019: Лори Л. Паттон[англ.]
- 2020: Хосе И. Кабесон
- 2021: Марла Фредерик[6]